# Eiso
Eiso (japanisch 永祚) ist eine japanische Ära (Nengō) von  September 989 bis November 990 nach dem gregorianischen Kalender. Der vorhergehende Äraname ist Eien, die nachfolgende Ära heißt Shōryaku. Die Ära fällt in die Regierungszeit des Kaisers (Tennō) Ichijō.
Der erste Tag der Eiso-Ära entspricht dem 10. September 989, der letzte Tag war der 25. November 990. Die Eiso-Ära dauerte zwei Jahre oder 442 Tage.

## Ereignisse
- 989: Fujiwara no Motonaga wird aufgrund einer Klage der Landbevölkerung im letzten Jahr der vorangegangenen Ära Eien abgesetzt
- 989: Ein Taifun verwüstet die Region Kinki[2]